# Сміятися! Сміятися! Сміятися!
«Сміятися! Сміятися! Сміятися!» (італ. «Ridere! Ridere! Ridere!») — італійська кінокомедія режисера Едоардо Антона, випущена у 1954 році.

## Сюжет
Сеньйор Спінотті їде на поїзді, виникає скандал між ним і контролером через непорозуміння з квитком. Незабаром, не маючи нічого спільного, вони починають один одному розповідати серію жартів.

## У ролях
| Уго Тоньяцці      | ···· | доктор Уго      |
| Маріо Ріва        | ···· | Отелло Спінотті |
| Тіно Скотті       | ···· | комісар Россі   |
| Карло Даппорто    | ···· | Француа Сальво  |
| Раймондо Віанелло | ···· | пацієнт         |
| Ріккардо Біллі    | ···· | контролер       |
| Паоло Панеллі     | ···· | скандаліст      |
| Сандра Мондаїні   | ···· | медсестра       |
| Ніно Манфреді     | ···· | клієнт у барі   |
| Моніка Вітті      | ···· | Тереза          |

## Знімальна група
| Режисер    | ···· | Едоардо Антон                            |
| Сценарій   | ···· | Едоардо Антон, Галеаццо Бенті, Лео Бомба |
| Продюсер   | ···· | Карло Інфащеллі                          |
| Оператор   | ···· | Маріо Дамічеллі                          |
| Композитор | ···· | Карло Рустікеллі                         |
| Художник   | ···· | Бені Монтезор, Оріетта Насаллі-Рокка     |
| Монтаж     | ···· | Долорес Тамбуріні                        |